# Macrium Reflect
Macrium Reflect — утилита резервного копирования для Microsoft Windows, разработанная Paramount Software UK Ltd в 2006 году. Она создаёт образы дисков и архивы резервных копий файлов с помощью службы теневого копирования томов Microsoft, чтобы обеспечить точность данных «на момент времени». Macrium Reflect может выполнять резервное копирование целых разделов или отдельных файлов и папок в один сжатый, монтируемый архивный файл, который можно использовать для восстановления точных образов разделов на том же жёстком диске для аварийного восстановления или на новый жёсткий диск для переноса данных.
Утилита получила множество положительных отзывов и часто рекомендуется и используется в качестве примера программы для обучения клонированию и резервному копированию.

## Обзор
Macrium Reflect может создавать полные, инкрементные и дифференциальные резервные копии, а также выборочно создавать резервные копии отдельных файлов и папок. Данные сжимаются и шифруются в режиме реального времени с использованием сжатия на основе LZ и алгоритмов шифрования AES. Образы можно монтировать как букву диска в Проводнике Windows и восстанавливать с помощью специального компакт-диска Macrium Reflect Rescue CD. В случае частичной или полной потери системы этот образ можно использовать для восстановления всего диска, одного или нескольких разделов или отдельных файлов и папок.
Macrium Reflect может клонировать один диск на другой и восстанавливать образ на новом оборудовании. Используя предварительно созданный носитель Macrium Reflect Rescue (CD, DVD или USB-накопитель), важные драйверы, необходимые для новой системы, могут быть вставлены в образ, взятый из старой системы, что делает его совместимым с новым оборудованием.
Файловые и дисковые резервные копии из любой, бесплатной или платной, версии программы можно восстановить в любой более новой версии.

### МенеджерMacrium
Доступна консоль центрального управления, которая позволяет планировать, восстанавливать и контролировать несколько сетевых компьютеров, на которых работает Macrium Reflect, с помощью пользовательского интерфейса веб-браузера.

### Бесплатная версия
Неподдерживаемая бесплатная версия доступна для домашнего и коммерческого использования. В ней отсутствуют некоторые функции полных версий, такие как инкрементное резервное копирование (хотя оно включает дифференциальное резервное копирование), но всё же есть некоторые функции, которые можно найти только в дорогих коммерческих продуктах.